# Kajakarstwo na Letnich Igrzyskach Olimpijskich 1952 – C-2 1000 m mężczyzn
Zawody w kajakarstwie klasycznym kanadyjek (C2) na dystansie 1000 m mężczyzn na Letnich Igrzyskach Olimpijskich 1952 zostały rozegrane 28 lipca. W zawodach wzięło udział 22 zawodników z 11 państw. Zawody składały się z eliminacji i finału.

## Rezultaty

### Eliminacje
| Poz. | Zawodnicy                           | Reprezentacja  | Czas   | Uwagi |
| ---- | ----------------------------------- | -------------- | ------ | ----- |
| 1    | Bent Peder Rasch Finn Haunstoft     | Dania          | 4:32.9 | Q     |
| 2    | Jan Brzák Bohumil Kudrna            | Czechosłowacja | 4:43.9 | Q     |
| 3    | Arthur Johnson Thomas Hodgson       | Kanada         | 4:44.9 | Q     |
| 4    | István Bodor József Tuza            | Węgry          | 4:51.5 | Q     |
| 5    | Tuomo Tuormaa Matti Havulinna       | Finlandia      | 4:54.0 |       |
| 6    | Aleksandr Krasawin Sergiej Czumakow | ZSRR           | 4:54.9 |       |

| Poz. | Zawodnicy                      | Reprezentacja     | Czas   | Uwagi |
| ---- | ------------------------------ | ----------------- | ------ | ----- |
| 1    | Georges Dransart Armand Loreau | Francja           | 4:38.8 | Q     |
| 2    | Kurt Liebhart Engelbert Lulla  | Austria           | 4:40.2 | Q     |
| 3    | John Haas Frank Krick          | Stany Zjednoczone | 4:43.3 | Q     |
| 4    | Egon Drews Wilfried Soltau     | Niemcy            | 4:48.4 | Q     |
| 5    | Rune Blomqvist Harry Lindbäck  | Szwecja           | 4:50.2 |       |

### Finał
| Poz. | Zawodnik                        | Reprezentacja     | Czas   |
| ---- | ------------------------------- | ----------------- | ------ |
|      | Bent Peder Rasch Finn Haunstoft | Dania             | 4:38.3 |
|      | Jan Brzák Bohumil Kudrna        | Czechosłowacja    | 4:42.9 |
|      | Egon Drews Wilfried Soltau      | Niemcy            | 4:48.3 |
| 4    | Georges Dransart Armand Loreau  | Francja           | 4:48.6 |
| 5    | István Bodor József Tuza        | Węgry             | 4:51.9 |
| 6    | Kurt Liebhart Engelbert Lulla   | Austria           | 4:55.8 |
| 7    | John Haas Frank Krick           | Stany Zjednoczone | 4:59.0 |
| 8    | Arthur Johnson Thomas Hodgson   | Kanada            | 5:01.4 |